# Lispomontia coxidens
Genre
Espèce
Lispomontia coxidens, unique représentant du genre Lispomontia, est une espèce d'opilions laniatores de la famille des Triaenonychidae.

## Distribution
Cette espèce est endémique du KwaZulu-Natal en Afrique du Sud.

## Publication originale
- Lawrence, 1937 : « New harvest spiders from Natal and Zululand. » Annals of the Natal Museum, vol. 8, p. 127–153.